# Membranopipe
Membranopipe (englisch, „Membran-Blasinstrument“), auch membrane aerophone, membrano-reed, membraerophone, membranohorn, membrane reed, ist ein Aerophon, dessen Ton mit einer schwingenden Membran erzeugt wird. Die Membran überdeckt im Ruhezustand eine Öffnung und versetzt, durch Blasluft aus einer inneren Röhre periodisch angehoben, die Luft in einer äußeren Röhre in Schwingung. Die Membranopipe, für die sich noch kein deutscher Name etabliert hat, ist mit ihrer besonderen Art der Tonerzeugung nicht in der ursprünglichen Hornbostel-Sachs-Systematik klassifiziert. In einer durch das MIMO revidierten Fassung von 2011 wurde der Membranopipe die neue Blasinstrumenten-Gruppe (424) zugeteilt.

## Bauform
Bei der Membranopipe wird der Luftstrom durch eine Membran periodisch unterbrochen und dadurch in Schwingungen versetzt. Das Blasinstrument besteht aus einem Hohlraum mit einer Einblasöffnung und einer zweiten Öffnung, die durch eine ringsum an der Öffnung anliegende Membran aus Gummi oder Kunststoff im Ruhezustand verschlossen ist. Durch den Blasdruck wird die Membran an mindestens einer Stelle angehoben und lässt etwas Luft entweichen, worauf der Luftdruck im Innern nachlässt und sich die Membran wieder dicht über die Öffnung legt. Dieser Vorgang wiederholt sich beim Einblasen periodisch und führt ähnlich wie bei Rohrblattinstrumenten zu einer der Schwingungsfrequenz entsprechenden Tonbildung. Deren Höhe und Qualität wird nicht an erster Stelle durch die Art der Membran, sondern durch die Größe und Form der Luftkammer bedingt. Durch eine größere Membranspannung kann der Ton lediglich um etwa eine kleine Terz erhöht werden. Manche Membranopipes haben Fingerlöcher, um die Tonhöhe zu beeinflussen.
Moderne einfache Klangerzeuger aus einer PVC-Röhre mit einer Plastikfolienmembran, die hauptsächlich als Kinderspielzeug verwendet werden, gelangten mutmaßlich Mitte der 1970er Jahre auf den Markt. Der amerikanische Musikinstrumentenentwickler Bart Hopkin dokumentierte als erster Kunststoff-Membranopipes, die er in den 1990er Jahren in Indonesien als von Straßenhändlern verkauftes Kinderspielzeug gefunden hatte. Ein in China hergestellter Typ, der 2011 in den Vereinigten Staaten für die Roderic C. Knight Musical Instrument Collection im Oberlin College Conservatory of Music in Ohio erworben wurde, sieht aus wie eine kleine Vuvuzela. Zur Tonerzeugung dient ein doppelwandiges Gefäß, in das der Spieler über ein seitliches Röhrchen einbläst. Die einströmende Luft gelangt in eine äußere Kammer und drückt gegen eine Membran, die über die Stirnseite eines in der Mitte befindlichen Zylinders gespannt ist. Sie hebt diese Membran an und entweicht über den inneren Zylinder in einen Schalltrichter. Dieses Geräuschinstrument hat eine Gesamtlänge von 28,5 Zentimetern, einen Durchmesser der Membrankammer von 5 Zentimetern und einen Trichterdurchmesser am Ende von 8,5 Zentimetern. Die Tonhöhe kann durch unterschiedlichen Blasdruck deutlich verändert werden.
Zum Selberbau für Kinder unter Anleitung und für Jugendliche beschreibt Bart Hopkin verschiedene Möglichkeiten, aus zwei ineinandergeschobenen Pappröhren mit einer an einem Ende übergezogenen Membran, die durch ein Gummiband gesichert ist, eine Membranopipe herzustellen. Die Pappröhre wird durch ein kleines Loch in der Seite nahe der Membran angeblasen. Eine andere Variante besteht aus einer Bambusröhre mit vier Fingerlöchern und eine weitere aus einem PVC-Rohr aus dem Sanitärbereich mit ebenfalls vier Fingerlöchern. In dieses wird über den Abzweig eines T-Stücks aus PVC Luft eingeblasen. An einem geraden Ende des T-Stücks steckt die Röhre und das andere Ende ist mit der Membran verschlossen. Es gibt beliebig weitere, einfache Möglichkeiten, einen solchen Klangerzeuger selbst zu bauen.
Auf dieser Basis entwickelte Fran Holland, ein Spezialist für Kindermusikinstrumente, aus acht unterschiedlich gestimmten Membranopipes, für die er den Namen membraerophone einführte, eine „Ballon-Orgel“. Die doppelwandigen Gefäße für die Tonerzeugung bestehen aus Kupferfittings, die in einer Reihe montiert sind und über Ventile selektiv mit Luft versorgt werden. Die Blasluft wird mit einem fußbetriebenen Blasebalg erzeugt, wie er für Luftmatratzen verwendet wird, und durch einen seitlich angeschlossenen Luftballon nach dem Prinzip einer Sackpfeife konstant gehalten.

## Klassifizierung und Verbreitung

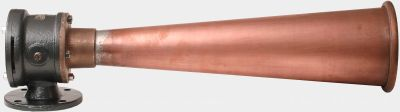
Diaphon

Die Hornbostel-Sachs-Systematik klassifiziert die eigentlichen Blasinstrumente (42) in die drei Kategorien: 
- (421) Flöten, bei denen der Luftstrom auf eine Schneide trifft, die entweder der scharfe Rand des Einblaslochs (Flöten ohne Kernspalte) oder eine Kernspalte (Kernspaltflöten) sein kann,
- (422) Blasinstrumente mit einer schwingenden Zunge, die entweder frei gegeneinander schlagen (Doppelrohrblattinstrument), eine aufschlagende Zunge (Einfachrohrblattinstrument) oder eine durch eine Öffnung durchschlagende Zunge besitzen, und
- (423) Blechblasinstrumente, bei denen die vibrierenden Lippen des Bläsers die Luft in Schwingung versetzen.

Die tonerzeugende Membran bei der Membranopipe übernimmt die Funktion der Rohrblätter oder Lamellen bei den Blasinstrumenten der Kategorie (422), unterscheidet sich jedoch grundlegend von diesen. Während bei Durchschlagzungeninstrumenten die Zungen frei zwischen einem Rahmen schwingen, lassen bei Rohrblattinstrumenten die Rohrblätter im Ruhezustand den Lufteinlass am Mundstück offen. Sie vibrieren unter einem Luftstrom gegeneinander, sodass beim Spiel die Öffnung periodisch geschlossen wird. Dagegen schließt die Membran der Membranopipe im Ruhezustand den Luftdurchlass und öffnet ihn erst unter Luftdruck. Dieses Prinzip wurde bereits von Curt Sachs von den anderen Tonerzeugungsmöglichkeiten bei Blasinstrumenten unterschieden und ist unter dem Stichwort „Ausschlagende Zunge“ in seinem Real-Lexikon der Musikinstrumente (Berlin 1913, S. 24b) beschrieben. Dort bezieht sich Sachs auf die von Robert Hope-Jones in den Orgelbau eingeführten Orgelpfeifen mit einem Diaphon. Dies ist eine Platte, die im Ruhezustand mittels Federkraft eine Öffnung geschlossen hält und sich bei einem Luftstrom abhebt. Die erste Orgel mit Diaphon-Pfeifen wurde 1896 für die Kathedrale von Worcester angefertigt. Sie haben sich im Orgelbau nicht durchgesetzt und wurden nur bei Kinoorgeln eingebaut, die Anfang des 20. Jahrhunderts bei Stummfilmen Musik und Klangeffekte beisteuerten. Heute wird die Tonerzeugung nach Hope-Jones noch in Diaphon genannten Nebelhörnern verwendet. Roderic Knight (2014) beschreibt zwei Membranopipes, die von der chinesischen Firma Ja-Ru hergestellt werden: Das Sonic Blast Horn mit einem 28 Zentimeter langen Plastikschalltrichter produziert den Ton f1 (349 Hz), während das Mega Blast Horn nur aus einem Mundstück besteht. Wird dieses um ein zylindrisches Rohr verlängert, entsteht ein klarinettenähnlicher Ton.
Curt Sachs unterließ es, den „ausschlagenden Zungen“ der Orgelpfeifen in seiner Instrumentenklassizifierung von 1914 eine eigene Kategorie zuzuweisen, obwohl er diesen klassifikatorischen Begriff auch auf ein damals bekanntes Blasinstrument mit einer Membran anwandte: das ippaki-ni der Ainu. Die Ureinwohner im Norden Japans unterscheiden sich nicht nur durch ihre isolierte Sprache (Ainu), sondern auch in ihrer Musik grundsätzlich von der japanischen Mehrheitsgesellschaft. Ihre beliebtesten Musikinstrumente sind die fünfsaitige Schalenzither tonkori und die Bambusrahmenmaultrommel mukkuri. Ferner gibt es noch die einfellige Schamanentrommel kačo. Wesentlicher ist die Vokalmusik, die mit religiös-magischen Ritualen verbunden ist. In Gesängen und Tänzen werden Erlebnisse bei der Jagd und beim Fischfang beschrieben. Beides bildet ihre auf Subsistenz basierende Lebensgrundlage. Zur Ritualmusik gehört das Ausstoßen bestimmter Tierlaute. Der Höhepunkt der traditionellen Kultur ist das große Bärenopfer-Ritual.
Die Ainu verwendeten das ippaki-ni als Tierruf. Es besteht aus einem flachen Holzstück mit einem Anblasstutzen an einer Seite und einer durchgängigen Bohrung. Die andere Seite mit der Austrittsöffnung der Bohrung wird durch eine breite Kante gebildet. Eine über das Holzstück gezogene Tierhaut ist an drei Seiten befestigt. Wird in das Holz hineingeblasen, entweicht die Luft unter der Haut. Dadurch „schwingt die Haut als ausschlagende Zunge“, wie Sachs im Real-Lexikon der Musikinstrumente schreibt.
Der europäischen Fachwelt wurde das ippaki-ni schon 1902 durch Francis W. Galpin in einer Abhandlung über die Blasinstrumente der Indianer der amerikanischen Nordwestküste bekannt gemacht. Dessen Beschreibung übernahm Sachs in seinem Real-Lexikon. Galpin erwähnt das ippaki-ni als Entsprechung zu einer Gruppe von Blasinstrumenten der Indianer British Columbias, die er nach ihrer Tonproduktion als retreating reeds („zurückweichende/nachgebende Rohrblätter“) klassifiziert und gibt an, diesen Begriff von Hope-Jones übernommen zu haben, der so die Funktionsweise seiner Diaphon-Pfeifen bezeichnete. Retreating reeds entspricht der „ausschlagenden Zunge“ bei Curt Sachs. Das wesentliche Unterscheidungskriterium der Rohrblattinstrumente gegenüber den retreating reeds ist, so vermerkt Galpin, dass erstere im Ruhezustand etwas Abstand zueinander oder zum Mundstück haben und der Abstand beim Spiel periodisch geschlossen wird (primäre Aktion: schließen), während letztere umgekehrt im Ruhezustand geschlossen sind und sich beim Spiel periodisch öffnen (primäre Aktion: ausschlagen). Das bei den Bella Bella im 19. Jahrhundert gefundene Blasinstrument dieser Kategorie besteht aus einem Stück Zedernholz, das zunächst in der Form einer Turnkeule geschnitzt und dann längs gespalten wird. Das breitere Ende wird bei beiden Hälften löffelförmig am breiten Ende und zu einer engen Rinne am „Löffelstiel“ ausgehöhlt. Die aufeinander gelegten Hälften werden nur am schmalen Ende mit Pflanzenfasern umwickelt. Wenn der Spieler durch die dünne Röhre hineinbläst, vibrieren die freien, breiten Enden auseinander und ein rauer Ton entsteht. Mit Daumen und Zeigefinger kann das Instrument seitlich an unterschiedlichen Positionen gehalten werden, um die Länge der freischwingenden Teile und damit die Tonhöhe zu verändern. Von den Haida und Tlingit werden ähnliche Blasinstrumente in Museen aufbewahrt. Im Pitt Rivers Museum in Oxford befindet sich die einfachste Form dieses Instrumententyps: ein aus Marokko stammendes Stück Pflanzenrohr aus dem 19. Jahrhundert, das an einem Ende offen und am anderen Ende durch einen Fruchtknoten verschlossen ist. Das Fruchtknotenende wurde auf einer gewissen Länge aufgeschlitzt. Der Spieler bläst durch die Öffnung hinein und bringt so die beiden Fruchtknotenhälften dazu, gegeneinander zu schlagen.
Neben dem ippaki-ni sind weitere Instrumente mit ausschlagender Zunge von musikethnologischen Forschungen bekannt. Zur Musik Neuguineas gehört eine 60 Zentimeter lange Bambusröhre der Keraki, einer kleinen Ethnie am Fluss Fly, die vom offenen Ende bis zum Fruchtknoten am anderen Ende geschlitzt ist. Der Spieler nimmt das offene Ende in den Mund und bläst, bis die beiden Hälften vibrieren und einen schrillen Ton produzieren. Zwei Spieler blasen abwechselnd mit Röhren, deren Tonhöhe sich um etwa eine Terz unterscheidet.
Der 1927 geborene britische Musikinstrumentenkundler Jeremy Montagu (1998) berichtet stolz, sein Enkel Eliezer Treuherz habe im Alter von zweieinhalb Jahren ein neues Musikinstrument erfunden. Eliezer blies in einen Binderücken für Din-A-4-Blätter, der aus einem Plastikröhrchen besteht, das über die gesamte Länge geschlitzt ist. Indem er das untere Ende mit einem Finger verschloss, zwang er die Luft, durch den Schlitz zu entweichen, was den typischen Klang eines Rohrblatts erzeugte. Das vom Großvater eliphone getaufte „Musikinstrument“ fällt in die Kategorie der „umgekehrten Rohrblattinstrumente“, nach Montagu der Instrumente mit closed-standing reeds, mit im Ruhezustand die Blasöffnung verschließenden Lamellen, das heißt mit ausschlagender Zunge. Wenn in das Röhrchen hineingesummt wird, fungiert es als Mirliton. Montagus Enkel erfand die gespaltene Bambusröhre von Neuguinea neu. 

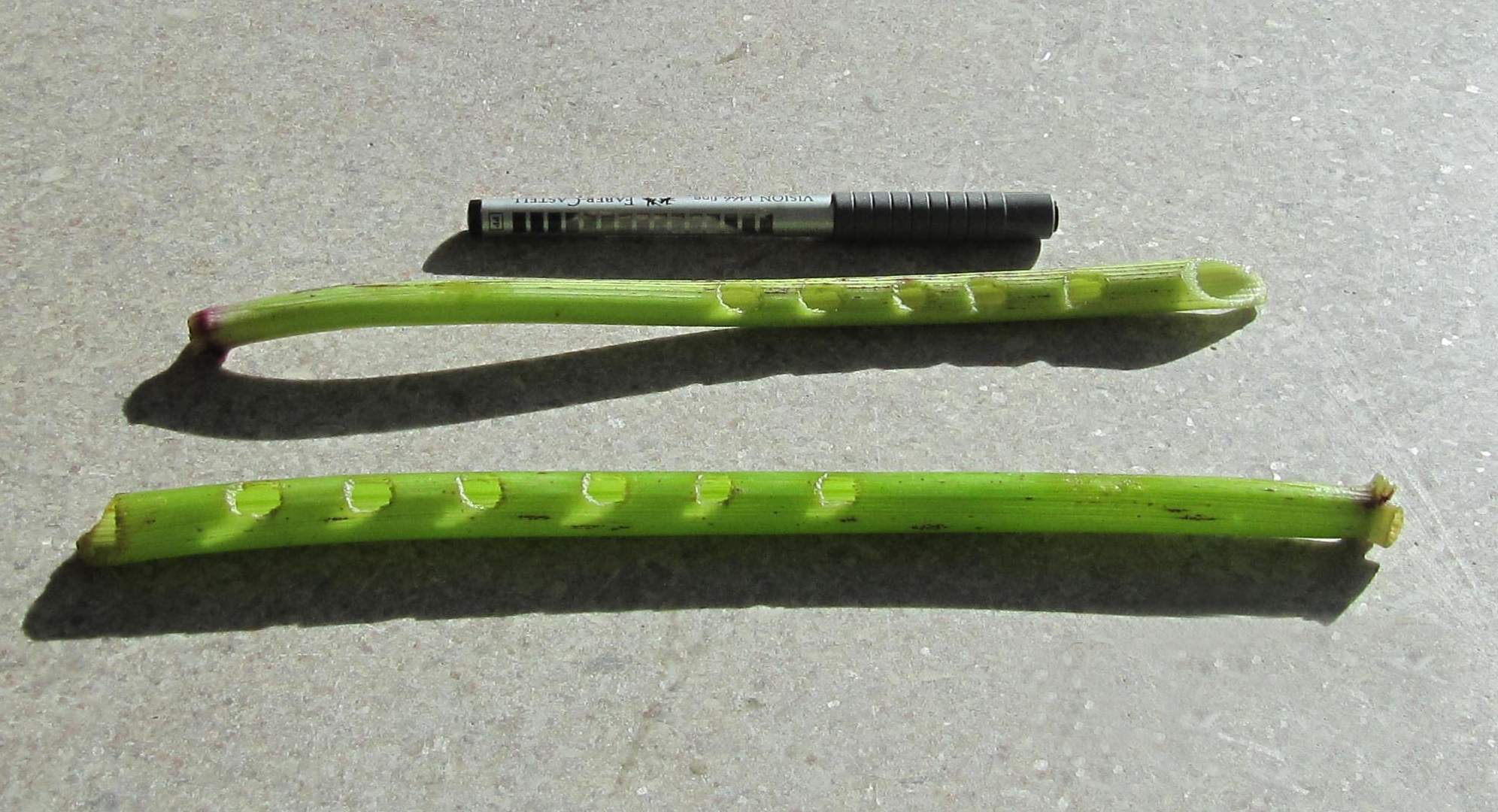
Zwei fadnos

Montagu stellt eine Verbindung zwischen dem geschlitzten Plastikbinderücken und dem fadno her, dem einzigen traditionellen Blasinstrument der Samen, das aus einem frischen, grünen Pflanzenstängel besteht, in den wie bei einer Flöte einige Fingerlöcher eingeschnitten wurden. Von einer Flöte ist das fadno durch die Art der Tonerzeugung zu unterscheiden. Diese besteht aus einem kurzen Längsschnitt am oberen Ende, der sich beim Einblasen in die Röhre periodisch erweitert (dilating reeds). Anders als beim Plastikbinderücken wird beim fadno nicht von innerhalb der Röhre über den Schlitz nach außen, sondern durch den Schlitz nach innen geblasen.
Die in Zentralnigeria lebenden Idoma setzen sich aus unterschiedlichen Ethnien zusammen. Ihr reicher Bestand an Musikinstrumenten verweist auf die kulturellen und gesellschaftlichen Beziehungen zum islamisierten Norden und zum Süden des Landes. Zu ihren zahlreichen Blasinstrumenten gehören Gefäßflöten, Rohrblattinstrumente und Tierhörner. Ungewöhnlich sind ein quer geblasenes Rohrblattinstrument (ògàlúmpe) aus einem 90 Zentimeter langen Sorghumstängel und ein anderes, ùfié genanntes Blasinstrument aus einem Pflanzenrohr, das an einem Ende durch einen Fruchtknoten geschlossen ist. Am geschlossenen Ende ist ein kurzer Längsschnitt im Rohr angebracht. Der Spieler nimmt das Rohr quer in den Mund, wobei er den Schlitz umschließt. Die Ränder des Schlitzes öffnen sich periodisch und lassen Luft hinein, wodurch ein hoher quietschender Ton entsteht, der mit zwei bis drei Fingerlöchern am unteren Ende verändert werden kann. Das ùfié wird von Kindern in der Regenzeit gespielt, manchmal in Gruppen von unterschiedlich hoch klingenden Instrumenten. Seine Tonerzeugung entspricht dem längs geblasenen fadno. Namentlich bekannte Blasinstrumente aus einer geschlitzten Pflanzenröhre, die wie das fadno längs geblasen werden, sind außerdem ein Reishalm (ole-ole) einiger Batak-Gruppen auf der indonesischen Insel Sumatra und ein Reishalm auf der indonesischen Insel Nias (tola waghe).
Im Rahmen des Musical Instrument Museums Online (MIMO), einem von Museen und Universitäten geförderten Projekt, das digitale Informationen über Musikinstrumente in europäischen Museen bündeln und zur Verfügung stellen möchte, wurde nach einer Festlegung von 2011 die Hornbostel-Sachs-Systematik bei einzelnen Kategorien weiter untergliedert und um neue Kategorien ergänzt. Zur Gruppe (42) der eigentlichen Blasinstrumente kam eine vierte Kategorie für die Membranopipes (424) hinzu. Ihre Definition lautet: Eine Luftsäule wird durch einen Luftstrom, der durch eine Membran unterbrochen wird, die periodisch eine Öffnung freigibt und schließt, in Schwingung versetzt. Die weitere Unterteilung berücksichtigt die technische Ausstattung, ob das Instrument Ventile, Fingerlöcher, ein Luftreservoir besitzt oder nicht.
Da bei den von Francis Galpin (1902) beschriebenen retreating reeds, die in ihrer Form Schlaggabeln ähneln, die Luftschwingungen im Freien erzeugt und nicht von einer Röhre begrenzt werden, zählen sie zu den freien Aerophonen (41). Die neue Gruppe der freien Aerophone, (412.15) Retreating reeds, basiert auf den Angaben von Galpin (British Columbia, Marokko). Dagegen gehören laut der MIMO-Ergänzung die dilating reeds des von Montagu erwähnten fadno zu den eigentlichen Blasinstrumenten: (422.4) Dilating reeds. Das fadno steht für eine Gruppe von pflanzlichen Röhren mit einem Längsschnitt am oberen Ende, der vom Mundraum des Spielers vollständig umschlossen wird, sodass sich die Luftschwingungen im Innern der Röhre bilden.
Roderic Knight, der 2015 unabhängig davon eine eigene überarbeitete Fassung der Hornbostel-Sachs-Systematik mit einer teilweise geänderten Nummerierung veröffentlichte, kritisiert die Unterscheidung in retreating reeds (Blasluft von innen nach außen) und dilating reeds (Blasluft von außen nach innen), weil es sich um dieselbe Struktur handele und möchte beide als im Normalzustand geschlossene Röhren mit Längsschlitz (normally-closed split reed, A22.221) zusammenfassen. Knight legt eine Obergruppe Normally closed reed (A22.22) fest für Blasinstrumente mit Rohrblättern/Lamellem/Membranen, die im Normalzustand eine Öffnung verschießen – entsprechend Montagus Instrumenten mit closed-standing reeds – und unterteilt diese in Split (A22.221) und Membrano-reed (A22.222), also Membranopipes.
Eine weitere Gruppe von seltenen Aerophonen mit einer eigenständigen Art der Tonerzeugung, für die in der Hornbostel-Sachs-Systematik noch keine Kategorie existiert, sind die sucked trumpets, bei denen Naturtöne mit den Lippen durch Ansaugen von Luft aus einer Röhre entstehen.